# 2008年北京オリンピックのバーレーン選手団
2008年北京オリンピックのバーレーン選手団（2008ねんペキンオリンピックのバーレーンせんしゅだん）は、2008年8月8日から8月24日まで開催された2008年北京オリンピックにおけるバーレーン選手団の名簿。選手名及び所属・記録は2008年当時のもの。

## 種目別選手・スタッフ名簿及び成績

### 陸上競技
- ベラル・マンスール・アリ（男子800m・1500m）
- ユスフ・サード・カメル（男子800m）
- ラシド・ラムジ（男子1500m）
- アーダム・イスマイル・カミス（男子5000m）
- ハサン・マハブーブ（男子5000m・10000m）
- タレク・ムバラク・タヘール（男子3000m障害）
- アブドゥッラー・ザカリア（男子マラソン）
- アル・ムスタファ・リヤディ（男子マラソン）
- ナサール・サカール・サイード（男子マラソン）
- ロカーヤ・アルガサラ（女子200m）
- マリアム・ユスフ・ジャマル（女子1500m）
- ナディア・エジャフィニ（女子マラソン）

### 競泳
- オマル・ジャシーム（男子50m自由形）
- サメール・アル＝ビタル（女子50m自由形）

### 射撃
- サルマン・ジャーマン（50mライフル伏射）